# Говор
Го́вор (субдиале́кт) — разновидность языка, используемая в общении небольшой, как правило, территориально связанной частью носителей данного языка.
Говор связан с языком, вариантом которого он является, основными элементами структуры, но отличается от него некоторыми специфическими чертами на разных уровнях языковой структуры, например, на фонетическом: говор акающий, говор цокающий и т. п. Группа сходных, но имеющих частные различия говоров объединяется в диалект. В учении сравнительной лингвистики — элементарная величина в диалектологическом дроблении языка, то есть такая коллективная языковая система, которая обладает наиболее определённой и постоянной характеристикой, принадлежа, в связи с этим, относительно небольшому и тесно спаянному кооперативными потребностями коллективу, нуждающемуся поэтому в постоянном перекрестном языковом общении. Поэтому лингвистике приходится чаще всего иметь дело с говорами единичных населённых пунктов (говор такой-то деревни, города и т. д.), или же небольших районов, представляющих известное единство в экономическом отношении.

## Говоры социальных групп
Дореволюционная лингвистическая литература довольствуется обычно лишь понятием территориального говора, избегая классифицирования вариаций языковых систем (внутри каждого данного языка) по социально-групповой их принадлежности, то есть обходясь без социального расслоения каждого территориального говора (как и языка в целом) на говоры классовые, профессиональные и т. д. Между тем понятие социально-группового говора не только неизбежно в качестве классификационной единицы, стоящей рядом с понятием территориального говора, но в ряде случаев будет и равнозначно последнему (поскольку во многих случаях территориальный говор будет иметь вполне отчётливую и отграничивающую его социальную характеристику).

## Говор в диалектном членении языка
Говор как единица диалектного членения языка является частью диалекта, представляющего собой совокупность нескольких наиболее однородных, родственных между собой, говоров. В то же время сам говор представляет собой множество структурно очень близких идиолектов небольшой территориально замкнутой группы людей, внутри которой отсутствуют заметные территориальные различия. В отличие от диалекта для говора обязательным характерным признаком является его территориальная непрерывность. Изредка в научной литературе встречается термин подговор, обозначающий ту или иную разновидность говора.
В традициях русской диалектологии говоры объединяются в группы (реже в подгруппы) говоров.
В ареальной лингвистике говор представляет собой точку в лингвистическом пространстве; разного рода объединения близких в языковом отношении говоров (диалект, наречие и др.) противостоят говору как ареальные единицы.

## Типы говоров
По характеру территориального размещения говоров и взаимоотношения их друг с другом различают следующие типы говоров:
- Говор переходный, который занимает промежуточное положение между другими говорами и совмещает в разной степени в себе диалектные черты этих, как правило соседних, говоров. Переходные говоры возникают на границе двух или более диалектов (языков) и характеризуются таким комплексом диалектных черт[4], когда сложно определить принадлежность языкового комплекса говора к одному из контактирующих диалектов (языков)[5]. Примером переходных служат ляшские (чешско-силезские) говоры на границе чешского, словацкого и силезского языка (или силезского диалекта польского языка)[6]. Крупным диалектным массивом переходных говоров являются среднерусские говоры, совмещающие в себе черты говоров севернорусского и южнорусского наречий[7].
- Говор смешанный, также как и говор переходный занимает промежуточное положение между другими говорами, но отличается от него следующими критериями: необязательность близкой степени родства контактирующих диалектов (языков) для смешанных говоров; необязательность появления только в зонах непосредственного контактирования двух диалектов территории изначального формирования (смешение может быть результатом контактирования говора местного населения с переселенческим говором или наоборот, или двух и более переселенческих говоров между собой, смешение может происходить в говорах, находящихся в иноязычном окружении, если окружающий язык является родственным и т. д.). В результате такого взаимодействия говоров могут образоваться специфические языковые черты, не представленные ни в одном из говоров или диалектов, участвовавших в процессе взаимодействия[8]. Примерами смешанных являются польские говоры Западного Поморья, Нижней Силезии, Восточной Пруссии, заселённых после 1945 г[9].
- Говор материнский (первичный) и говор переселенческий (вторичный). Для материнского говора, образованный на другой территории мигрировавшей частью его носителей, является говором переселенческим. А для говора переселенческого говор той территории, откуда мигрировали его носители, является материнским[4]. Русские говоры Европейской части России по отношению к говорам Урала, Сибири и Дальнего Востока (переселенческим) считаются материнскими (иначе в русской диалектологии они называются говорами раннего и позднего формирования)[10].
- Говор островной — говор, или резко отличающийся от других говоров того же диалекта (языка), к которому он принадлежит, или находящийся в окружении говоров другого языка[4].